# Lorenz Fränzl
Lorenz Fränzl (* 15. April 1879 in Oberammergau; † 14. September 1951 in Bozen) war ein deutsch-italienischer Fotograf und Verleger.

## Leben und Wirken

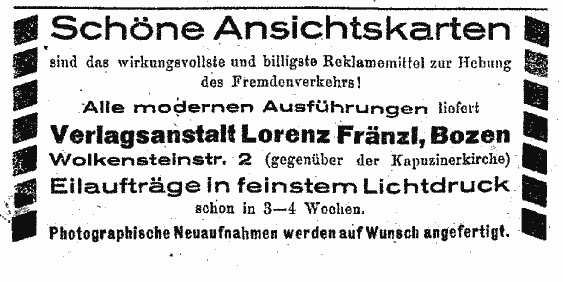
Annonce in der Südtiroler Industrie- und Handelszeitung vom 15. April 1923

Fränzl, über dessen Ausbildung wenig bekannt ist, wirkte zunächst als Wanderfotograf im bayerischen Raum. Im August 1899 gründete er mit dem Kaufmann Emil Amonn aus Bozen unter dem Namen „L. Fränzl & Co.“ eine Kunstverlagsanstalt in München, Hans-Sachs-Straße 1, die vor allem Ansichtskarten vertrieb. Nach dem Ausstieg aus dieser Firma 1901 begründete er die Einzelfirma „Lorenz Fränzl Verlagsanstalt und Waarenagenturgeschäft“ wiederum in München, Hans-Sachs-Straße 14; sie wurde 1903 wieder gelöscht. Bei einigen der frühen Ansichtskarten aus der Münchner Zeit ist die Zusammenarbeit mit anderen Fotografen und Verlegern, wie zum Beispiel Rudolf Largajoli und Wilhelm Müller aus Bozen oder Louis Glaser aus Leipzig, bezeugt.
Eine Filiale in Bozen dürfte Lorenz Fränzl erst um das Jahr 1913 eröffnet haben. In diesem Jahr scheint er im Adressbuch der Stadt Bozen als Verleger mit Sitz am Obstplatz 2 auf. 1914 befindet sich die Bozner Verlagsniederlassung in der Wolkensteinstraße 2, gegenüber der Kapuzinerkirche; diese Adresse scheint auch 1925 bei der Eintragung in die Handelskammer Bozen auf. Im Oktober 1914 wurde die Verlagsfiliale in Bozen aufgrund des Ersten Weltkriegs geschlossen und der 35-jährige Fränzl zum Kriegsdienst eingezogen. Als Fotograf war er an der Dolomitenfront stationiert.
Ende März 1915 meldete die Einzelfirma, wohl infolge des Kriegseinsatzes, Konkurs an. Laut Konkursedikt war Fränzl 1915 „Inhaber einer graphischen Kunst- und Verlagsanstalt in München, Gundelindenstraße 7, und einer Zweigniederlassung in Bozen, Wolkensteinstraße 2“. Der Konkurs konnte abgewendet werden und wurde im Mai desselben Jahres vom kgl. Amtsgericht München aufgehoben. Vermutlich wurde im Zuge dessen der Münchner Standort aufgegeben, denn nach dem Krieg wurde die Tätigkeit nur noch in der Bozner Wolkensteinstraße 2 wieder aufgenommen.
Fränzls Verlagsanstalt spezialisierte sich in der Folge auf „photographische Landschaftaufnahmen“. Zu den Motiven zählten die Südtiroler Landschaft, Schlösser, Kirchen und Kapellen, Stadtansichten und Panoramen oder Detailaufnahmen von Stadt- und Dorfszenen, Außen- und Innenansichten von Hotels, Pensionen und Gasthäusern und ebenso Personen in landesüblicher Tracht. Fränzl verwendete Montagen und Obst- oder Blumenumrahmungen für seine Panoramen, rückte Berge weiter heran oder montierte trachtentragende Kinderpärchen ins Bild. Charakteristisch für die Ansichtskarten aus dem Verlag Fränzl ab den 1920er-Jahren ist das Monogramm „LFB“ für „Lorenz Fränzl Bozen“, vor der Silhouette des Rosengartens im Briefmarkenfeld.
Im April 1921 beteiligte sich die Verlagsanstalt „mit einer Kollektion von Bildern, Photographien, Ansichtskarten“ an der Bozner Messe in der Franz-Josef-Schule. 1923 war die Bozner Firma Lorenz Fränzl mit 22 fotografischen Aufnahmen der Stadt Bozen und von Ausflugszielen aus der näheren Umgebung am Stand der Bozner Fremdenverkehrsabteilung auf der Mailänder Messe vertreten. 1948 erschien im Verlag L. Fränzl der Bildband „Dolomitenland. Ein Südtiroler Bilderbuch mit 160 ganzseitigen Bildern im Kupfertiefdruck“ (XXXI, 160 S.).
Nach Lorenz Fränzls Tod im September 1951 führte sein Sohn Ruprecht den Verlag bis Ende der 1960er-Jahre in Bozen weiter. 1970 übernahm der Enkel Meinhard Fränzl den Verlag und übersiedelte nach Kaltern.

## Nachlass
Fränzls umfassender fotografischer Nachlass wird vom Touriseum in Meran verwahrt.